# Grb Kosova
Grb Kosova je usvojen 17. veljače 2008., na dan proglašenja neovisnosti Kosova i usvajanja njegovih novih simbola. Na plavom, zlatno uokvirenom, štitu grba u središtu se nalazi zlatna karta Kosova nad kojom je šest srebrnih petokrakih zvijezda u luku.
Zlatna i plava boja označuju kosovsku težnju pristupanja Europskoj uniji, a šest zvijezda označava šest najvećih kosovskih nacionalnih skupina.